# Chromagallia saucius
Chromagallia saucius är en insektsart som beskrevs av Carl Stål 1906. Chromagallia saucius ingår i släktet Chromagallia och familjen dvärgstritar. Inga underarter finns listade i Catalogue of Life.